# Кадафаш (Селорику-да-Бейра)
Кадафаш (порт. Cadafaz) — район (фрегезия) в Португалии, входит в округ Гуарда. Является составной частью муниципалитета Селорику-да-Бейра. По старому административному делению входил в провинцию Бейра-Алта. Входит в экономико-статистический субрегион Бейра-Интериор-Норте, который входит в Центральный регион. Население составляет 164 человека на 2001 год. Занимает площадь 8,53 км².